# Rognan
Rognan è un villaggio della Norvegia, situato nella municipalità di Saltdal, nella contea di Nordland.